# 車坂峠
座標: 北緯36度24分15秒 東経138度28分10秒 / 北緯36.40417度 東経138.46944度
車坂峠（くるまざかとうげ）は、群馬県吾妻郡嬬恋村と長野県小諸市の間にある標高1973m（標高点標高）の峠である。
黒斑山と高峯山の間の東西の尾根をチェリーパークラインが南北に越える位置にある。空気の澄んだ冬季には遠く富士山を望むことができる。また放射冷却発生時に佐久平を覆う雲海が望めることでも有名である。

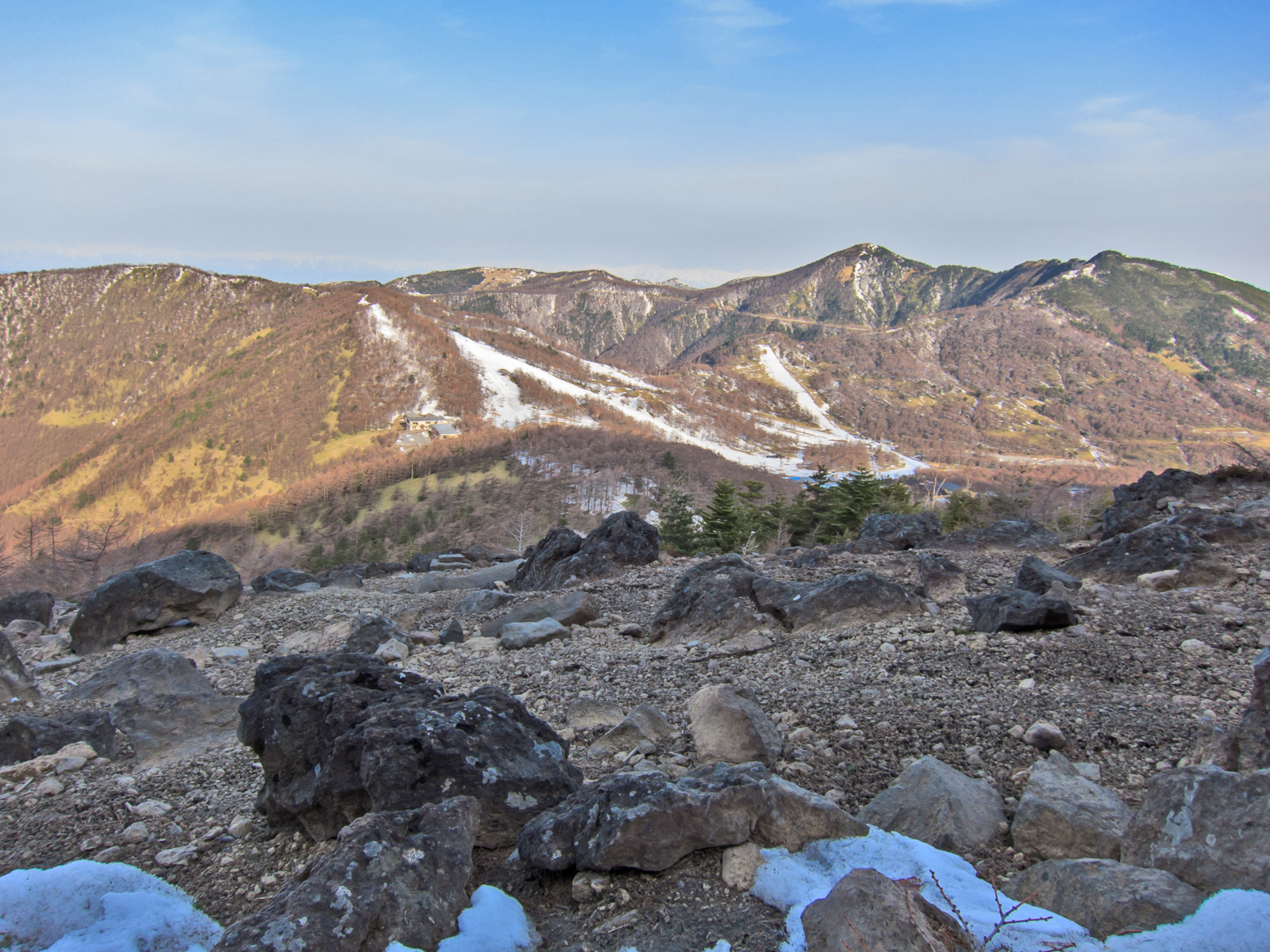
車坂峠（中央）を西方の山稜から望む

## 周辺
- アサマ2000パーク
- 高峰高原ビジターセンター
- 高峰高原ホテル
- 高峰温泉